# 内德·布洛克
内德·布洛克（英語：Ned Joel Block，1942年—），美国哲學家，主要研究心灵哲学，在认知科学领域对意识的理解上做出重要贡献。它从1996年起是纽约大学的哲学和心理学教授。

## 教育和职业
- 1971年： 获哈佛大学的哲學博士，导师希拉里·怀特哈尔·普特南。
- 1977-1983年：麻省理工学院哲学助理教授
- 1983-1996年：哲学教授
- 1989-1995年：哲学系主任（chair of the philosophy section）
- 1996- ：纽约大学的哲学和心理学教授。
- 2004年：美国文理科学院成员。[1]
- 2012年：被授予William James Lectures，在哈佛大学。
- 2013年：获得哈佛大学的尚尼科德獎，获得牛津大学的洛克讲座[2]
- 曾任：哲学与心理学学会主席。[1]
- 婚姻：与Susan Carey结婚. 宗教上是犹太人。[3].

## 哲学工作
- blockhead，论文见Psychologism and Behaviorism （页面存档备份，存于）(1981)。
- 批判功能主义
- 是布罗纳测试的评委之一。[4]:14–15